# Alberto Demiddi
Alberto Demiddi (11. dubna 1944 Buenos Aires – 25. října 2000 San Fernando de la Buena Vista) byl argentinský veslař, specialista na disciplínu skif.
V letech 1964, 1965, 1968 a 1970 byl mistrem Jižní Ameriky ve veslování. V roce 1967 zvítězil na Panamerických hrách ve Winnipegu. V roce 1969 v Klagenfurtu získal zlatou medaili na Mistrovství Evropy ve veslování. V roce 1970 získal titul na Mistrovství světa ve veslování v St. Catharines. V roce 1971 na Mistrovství Evropy v Kodani získal druhý titul mistra Evropy. V roce 1971 také vyhrál Henleyskou regatu.
Byl třikrát účastníkem letních olympijských her. V Tokiu v roce 1964 obsadil čtvrté místo, v roce 1968 v Ciudad de México získal bronzovou medaili a v roce 1972 v Mnichově stříbrnou medaili. Po ukončení sportovní kariéry působil jako veslařský trenér. Je držitelem čestné ceny Nadace Konex.